# Ґілман (Міннесота)
Ґілман (англ. Gilman) — місто (англ. city) в США, в окрузі Бентон штату Міннесота. Населення — 226 осіб (2020).

## Географія
Ґілман розташований за координатами 45°44′7″ пн. ш. 93°57′0″ зх. д. / 45.73528° пн. ш. 93.95000° зх. д. (45.735340, -93.950110).  За даними Бюро перепису населення США в 2010 році місто мало площу 1,37 км², уся площа — суходіл. В 2017 році площа становила 1,26 км², уся площа — суходіл.

## Демографія
Згідно з переписом 2010 року, у місті мешкали 224 особи в 86 домогосподарствах у складі 62 родин. Густота населення становила 164 особи/км².  Було 91 помешкання (67/км²).
Расовий склад населення:
| - 100,0 % — білих |

До двох чи більше рас належало 0,0 %. Частка іспаномовних становила 0,0 % від усіх жителів.
За віковим діапазоном населення розподілялося таким чином: 29,5 % — особи молодші 18 років, 60,7 % — особи у віці 18—64 років, 9,8 % — особи у віці 65 років та старші. Медіана віку мешканця становила 30,0 року. На 100 осіб жіночої статі у місті припадало 105,5 чоловіків;  на 100 жінок у віці від 18 років та старших — 83,7 чоловіків також старших 18 років.
Середній дохід на одне домашнє господарство  становив 75 115 доларів США (медіана — 68 472), а середній дохід на одну сім'ю — 69 865 доларів (медіана — 69 444). За межею бідності перебувало 10,6 % осіб, у тому числі 18,8 % дітей у віці до 18 років та 14,3 % осіб у віці 65 років та старших.
Цивільне працевлаштоване населення становило 105 осіб. Основні галузі зайнятості: освіта, охорона здоров'я та соціальна допомога — 31,4 %, будівництво — 17,1 %, роздрібна торгівля — 11,4 %, виробництво — 11,4 %.